# گوستاف گروندگنس
گوستاف گروندگنس (آلمانی: Gustaf Gründgens; ۲۲ دسامبر ۱۸۹۹ – ۷ اکتبر ۱۹۶۳) یک کارگردان فیلم، بازیگر سینما و تهیه‌کننده اهل آلمان بود. وی بین سال‌های ۱۹۲۰ تا ۱۹۶۳ میلادی فعالیت می‌کرد.
از فیلم‌ها یا برنامه‌های تلویزیونی که وی در آن نقش داشته است می‌توان به ام، فاوست و تونل اشاره کرد.